# Gázi
Gázi är en kommunhuvudort i Grekland.   Den ligger i prefekturen Nomós Irakleíou och regionen Kreta, i den sydöstra delen av landet, 300 km söder om huvudstaden Aten. Gázi ligger 52 meter över havet och antalet invånare är 9 721.
Terrängen runt Gázi är kuperad åt sydväst, men åt nordost är den platt. Havet är nära Gázi åt nordost.Runt Gázi är det ganska tätbefolkat, med 230 invånare per kvadratkilometer. Närmaste större samhälle är Heraklion, 6,9 km öster om Gázi. Trakten runt Gázi består till största delen av jordbruksmark.